# Mahalina
Mahalina est une commune (Kaominina)rurale du District d'Antsiranana II, du nord de Madagascar, dans la province de Diego-Suarez.C'est une région enclavée, se trouvant à l'ouest de Diego Suarez.

## Géographie
Mahalina est située à 56 km vers l'ouest d'Antsiranana, latitude 12.53 sud, longitude 48.85 Est.

## Administration
Mahalina est une commune du district d'Antsiranana II, située dans la région de Diana, dans la province de Diego-Suarez.

## Économie
La population est majoritairement rurale. On trouve sur le territoire communal de nombreuses rizières, élevages des chèvres et bovins

## Démographie
La population est estimée à 2 217 habitants, en 2001.